# Górniczy Klub Sportowy Bełchatów
Il Górniczy Klub Sportowy Bełchatów, meglio noto come GKS Bełchatów, è una società calcistica polacca con sede nella città di Bełchatów. Milita nella III liga, la quarta divisione del campionato polacco di calcio.

## Storia

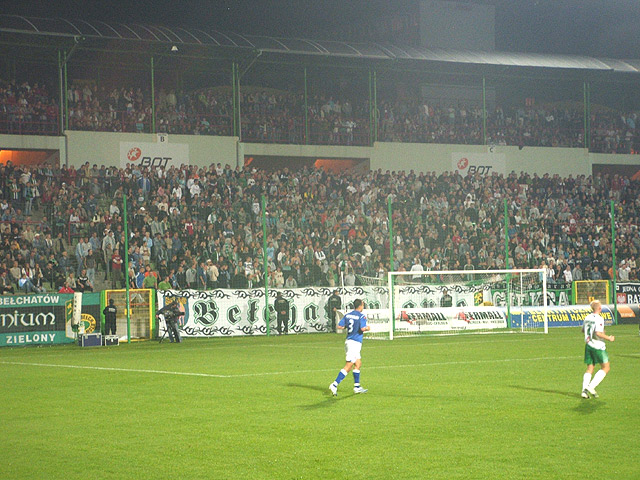
Stadion GKS Bełchatów

Il GKS Bełchatów entrò nella quarta divisione polacca nel 1977, anno della fondazione del club, e guadagnò la promozione nella terza divisione dopo quattro anni, nella stagione 1981-1982. Dopo altri sette anni il club salì in seconda divisione (stagione 1986-1987), prima di conquistare un posto nella massima divisione polacca nel 1992. Dopo un altro periodo in seconda divisione, la squadra tornò in prima serie al termine della stagione agonistica 2004-2005.
Nella massima serie polacca la squadra ha chiuso la stagione 2005-2006 al 10º posto, con 37 punti, mentre ha chiuso quella 2006-2007 al secondo posto, guadagnandosi l'accesso alla Coppa UEFA.

## Palmarès

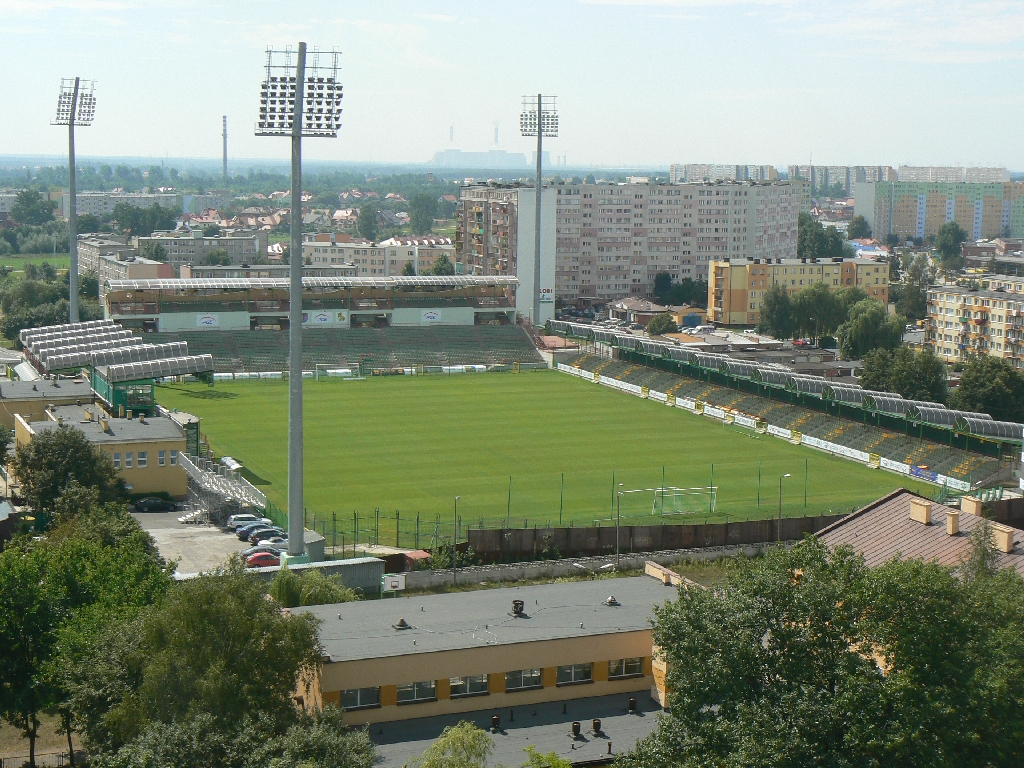
Stadion GKS Bełchatów

### Competizioni nazionali
- Campionato polacco di seconda divisione: 3

1994-1995, 1997-1998, 2013-2014

### Altri piazzamenti
- Campionato polacco:

Secondo posto: 2006-2007
- Coppa di Polonia:

Finalista: 1995-1996, 1998-1999
- Supercoppa di Polonia:

Finalista: 2007
- Coppa di Lega polacca:

Finalista: 2007

## Statistiche e record

### Partecipazione ai campionati
| Livello | Categoria   | Partecipazioni | Debutto   | Ultima stagione | Totale |
| ------- | ----------- | -------------- | --------- | --------------- | ------ |
| 1º      | I liga      | 6              | 1995-1996 | 2007-2008       | 12     |
| 1º      | Ekstraklasa | 6              | 2008-2009 | 2014-2015       | 12     |
| 2º      | II liga     | 13             | 1987-1988 | 2004-2005       | 16     |
| 2º      | I liga      | 3              | 2013-2014 | 2019-2020       | 16     |
| 3º      | III liga    | 7              | 1982-1983 | 1990-1991       | 10     |
| 3º      | II liga     | 3              | 2016-2017 | 2018-2019       | 10     |

## Organico

### Stagioni passate
- Górniczy Klub Sportowy Bełchatów 2014-2015
- Górniczy Klub Sportowy Bełchatów 2012-2013
- Górniczy Klub Sportowy Bełchatów 2010-2011
- Górniczy Klub Sportowy Bełchatów 2009-2010